# Áreas protegidas de Austria

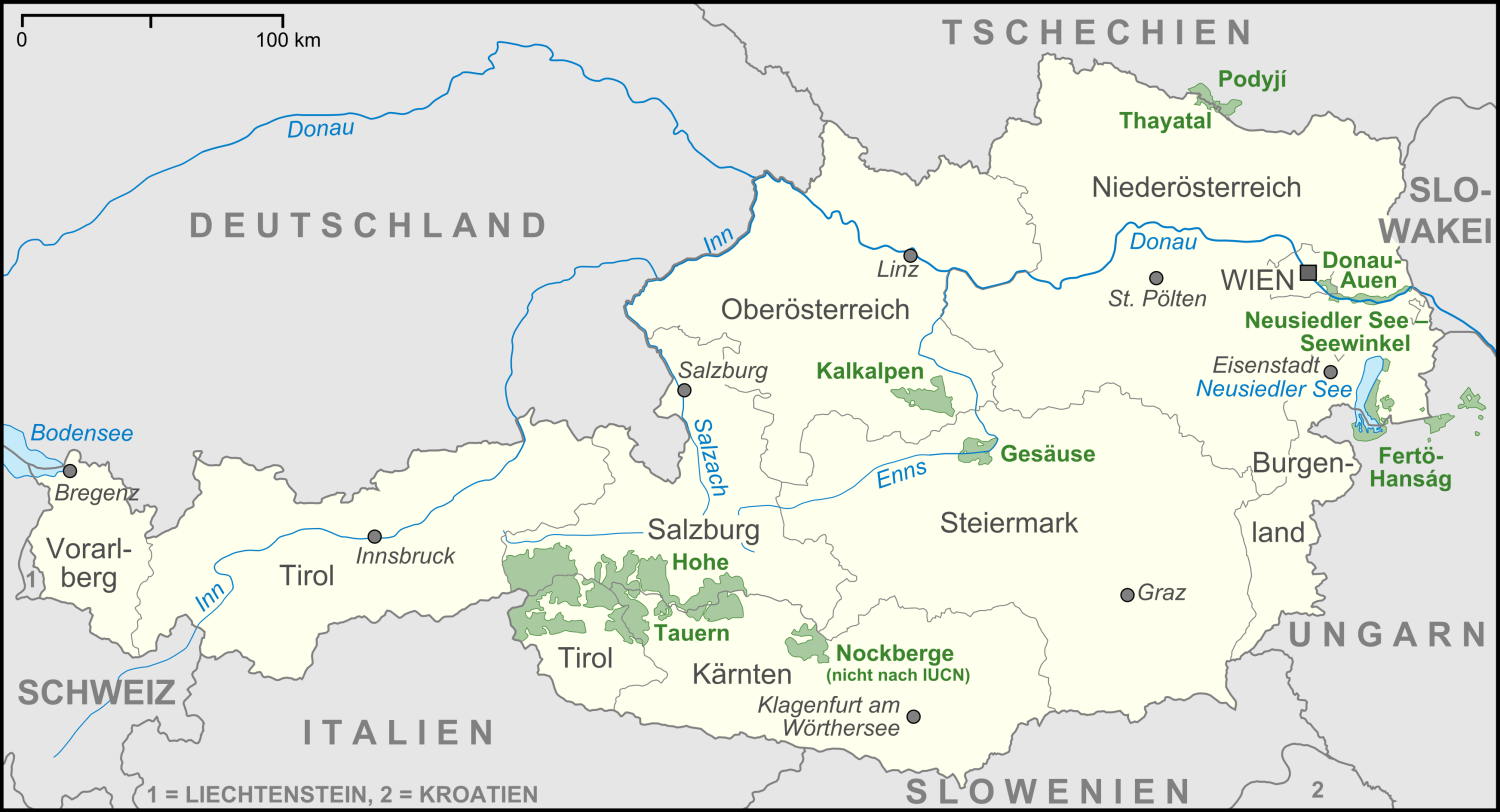
Parques nacionales de Austria

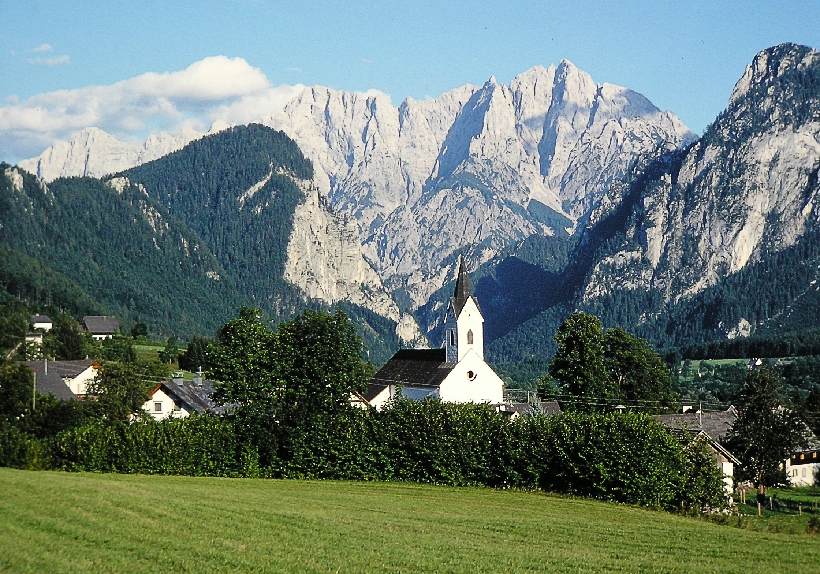
Parque nacional Gesäuse

En Austria, hay, según la IUCN, 1663 áreas protegidas que ocupan el 29,28% del territorio, unos 24.572 km² de un total de 83.912 km². De estas, 482 son reservas naturales, 20 son parques nacionales (muchos son fracciones de los 6 reconocidos), 50 son parques naturales, 1 es área natural, 4 son áreas de protección natural y paisajística, 274 son áreas de protección del paisaje, 325 son secciones de paisaje protegido, 5 son áreas de protección de la flora, 10 son áreas de descanso, 8 son áreas de conservación especial, 18 son objetos de protección natural de interés local, 6 son hábitats protegidos, 3 son biotopos protegidos, 3 son áreas de desarrollo ecológico, 12 son parques de la biosfera, 10 son áreas de protección regional y 1 es un área de protección ex-lege de 69 ha que se encuentra en Viena (Landschaftsschutzgebiet Ex Lege: Spk-Fl. N. Bo Per 1.3.1985).

## Parques nacionales

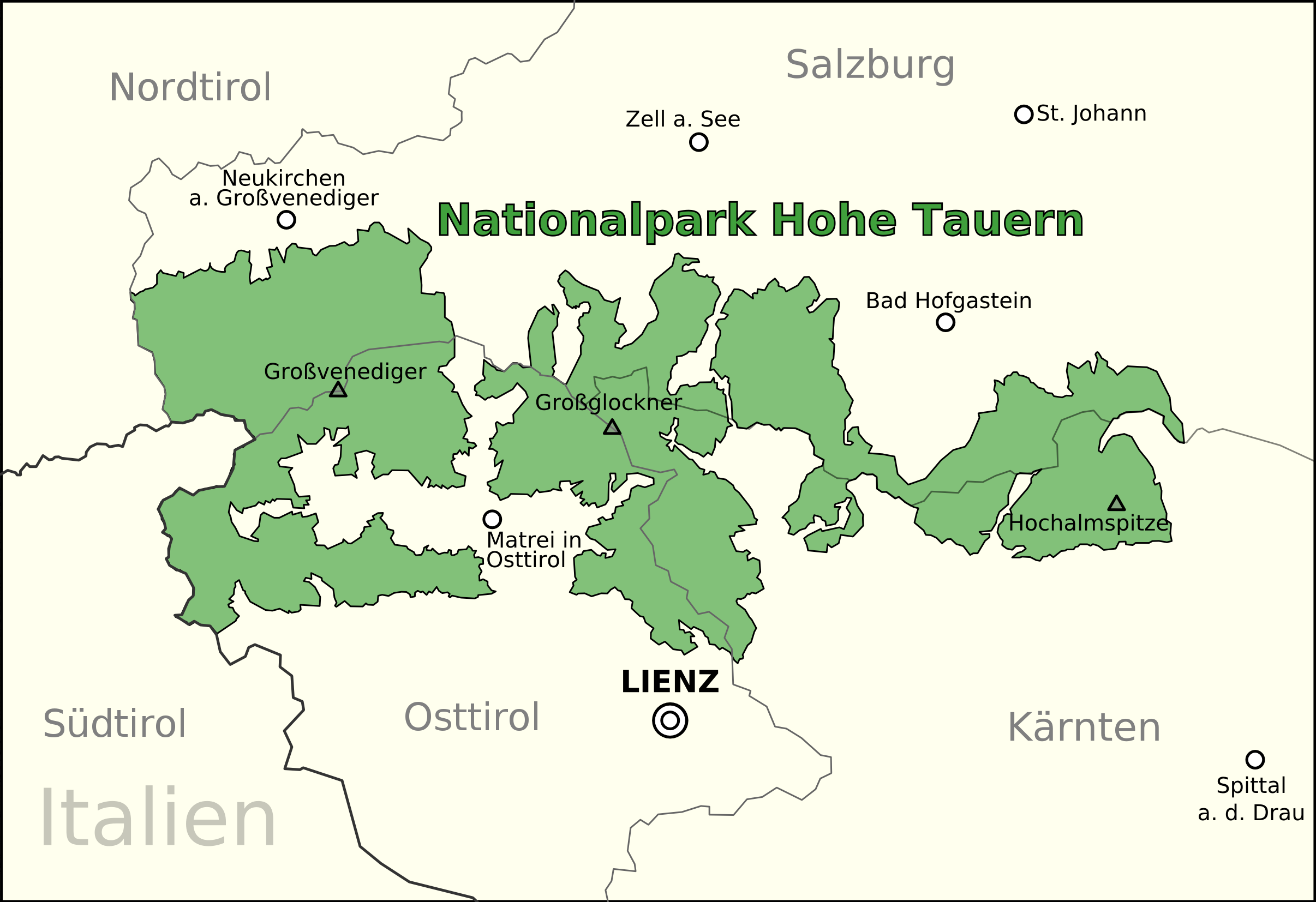
Fragmentación del Parque nacional de Hoe Tauer

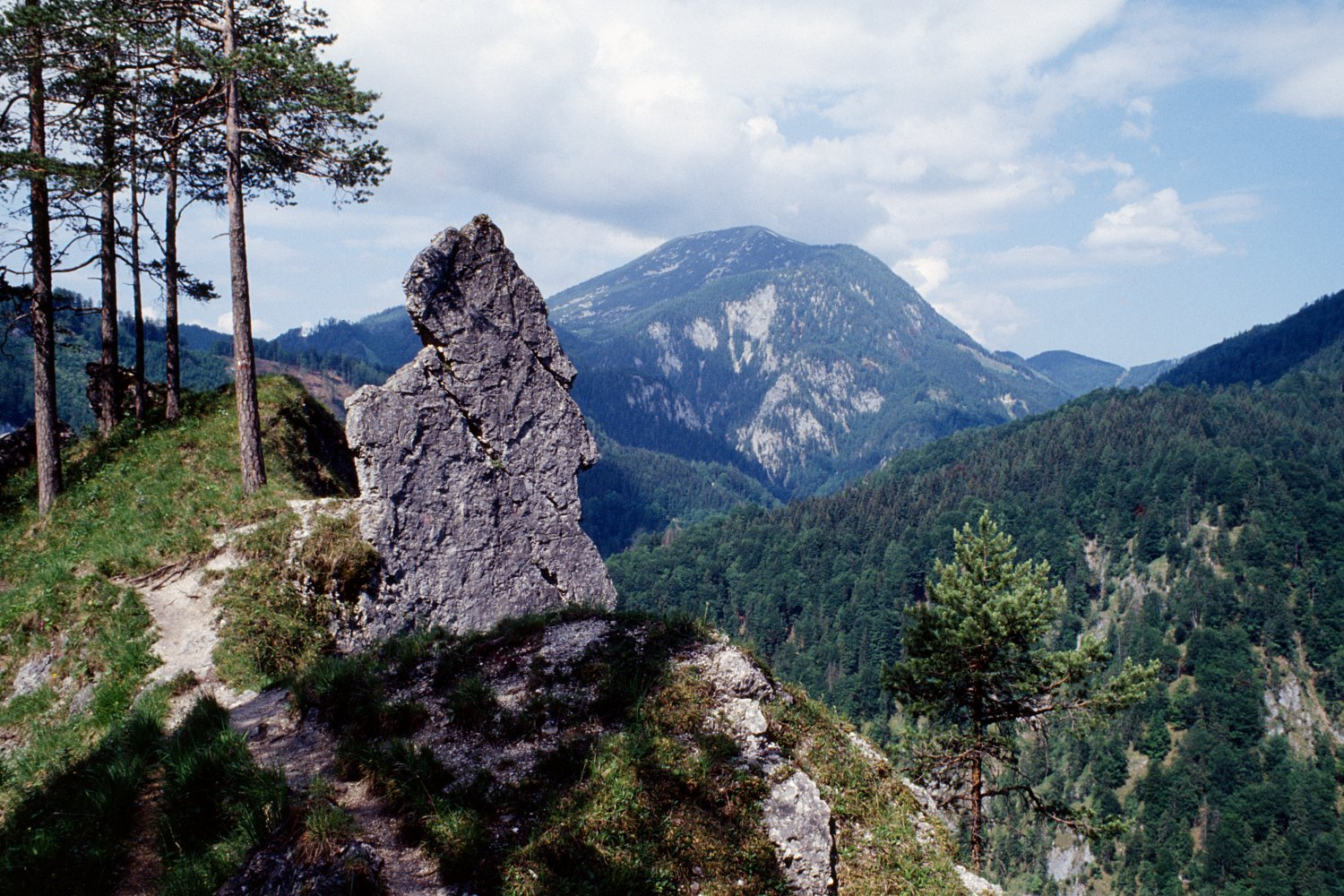
Parque nacional de Kalkalpen

- Parque nacional Danubio-Auen. 93 km². El mayor parque de humedales vírgenes sin interrupción de Europa. Sigue el curso del Danubio durante 38  km desde Viena hasta la boca del río Morava, cerca de la frontera con Eslovaquia y el Área paisajística protegida de Dunajské luhy, que es también sitio Ramsar.[2] en Eslovaquia. Es accesible por la ruta ciclista de larga distancia EuroVelo 6, La ruta de los ríos.

- Parque nacional Gesäuse. 110,5 km². Sigue el curso del río Enns por una zona de desfiladeros, en la alta Estiria, al nordeste de los Alpes de Ennstal.

- Parque nacional Hohe Tauern o Alto Tauern. El más grande de los Alpes, con 1856 km². Abarca tres estados, Carintia, Salzburgo y Tirol. Cubre amplias zonas de la Cadena principal alpina, entre las fuentes de los ríos Möll, Mura y Salzach. Se extiende unos 100 km de este a oeste y 40 km de norte a sur. Comprende campos glaciares, valles glaciares y amplios abanicos aluviales, así como pastos alpinos y extensos bosques de alerces, píceas y pinos. En la zona central, de 1198 km² está prohibida la agricultura, y en la zona colchón, de 638 km², se explota la madera y se practica la ganadería alpina. Hay varias zonas destacables en el parque. Entre ellas, Sonderschutzgebiet (zona de protección especial) de Gamsgrube, con 1 km², es un refugio botánico bajo la cima del Fuscherkarkopf (3331 m), donde el viento ha formado una estepa de arena con acumulaciones de hasta 3 m de altura en las que crecen la Saxifraga rudolphiana y el edelweiss, y el área de protección especial (Sonderschutzgebiet) de Großglockner Pasterze, de 35 km², en realidad el glaciar del Großglockner (3798 m) que, junto con el Großvenediger (3657 m) se encuentran en el centro del parque.

- Parque nacional Kalkalpen, 208 km², en una región caliza de los Alpes del norte, con uno de los bosques más grandes de Europa Central, y el mayor karst del país.

- Parque nacional Neusiedler See-Seewinkel. Con 94 km², es el único parque nacional de estepa de Europa Central. Cubre el lago Neusiedl, en el Burgenland, que tiene una parte en Hungría, donde es adyacente con el Parque nacional de Fertö-Hanság, con el que forma el Paisaje cultural de Fertö/Neusiedlersee, patrimonio mundial de la Unesco desde 2001.[3]

- Parque nacional de Thayatal, o del valle del Thaya. 13 km² en un meandro aislado del río, en la frontera con la República checa y adyacente al Parque nacional Podyjí. Las empinadas laderas de gneis a lo largo del río forman uno de los más pintorescos cluses (desfiladero) de Austria.

## Reservas de la biosfera

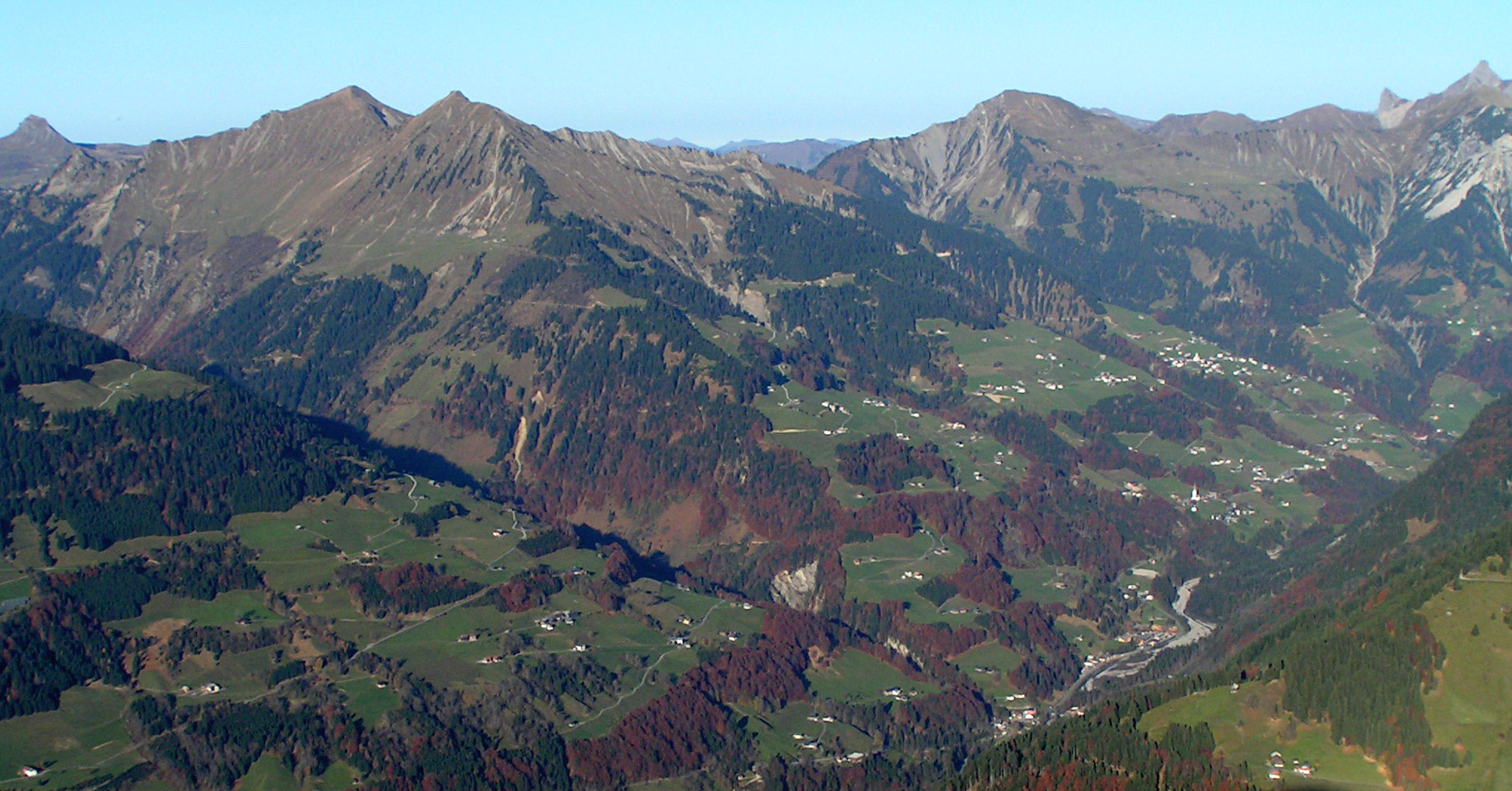
Valle de Walser o Grosses walsertal

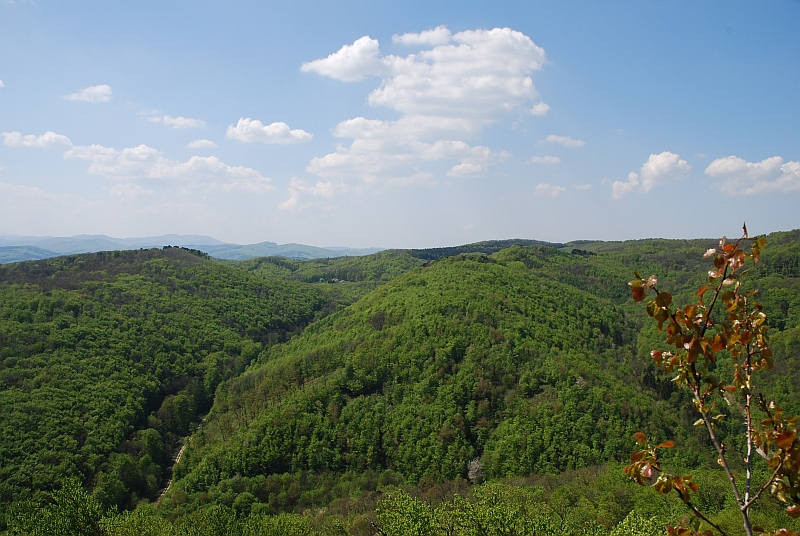
Vista de los bosques de Viena desde Breitenfurt bei Wien

- Salzburger Lungau & Kärntner Nockberge, 149 km2, en la Alta Carintia, en las montañas Nock. Entre 1987 y 2012 fue el Parque nacional de Nockberge. Es un ejemplo clásico de paisajes alpinos interiores con altas montañas y profundos valles, muy bien estructurado entre los 600 y los 3000 m de altitud. Comprende ecosistemas típicos de los Alpes centrales, con prados y humedales de gran biodiversidad.[4]

- Grosses Walsertal (Gran Walser), 192 km², 47°13'8"N-9°54'8"E, desde 2000. En la parte occidental de Austria, seis pueblos en un valle alpino donde se practica la agricultura, la ganadería y la silvicultura extensiva. Los walser son un pueblo de origen alamán que emigró en el siglo VIII del cantón de Berna al Valais, y en el siglo XIII a una serie de valles entre los que se encuentra el Gran Walser, y han mantenido un modo de vida tradicional entre los 1500 y los 2000 m de altitud.[5]

- Wienerwald, bosques de Viena, 1050 km², 48°8'28"N-16°4'56"E, desde 2005, Cubre un paisaje ondulado en el área entre el norte de los Alpes y la cuenca panónica, al oeste de la ciudad de Viena. En las laderas orientales de los Wienerwald hay una zona de ruptura geológica, con primaveras cálidas e impresionantes terrazas marinas de un mar extinto. La parte caliza de los bosques está dominada por formaciones rocosas de caliza y dolomía empinadas y agrestes.[6]

- Valle bajo del río Mura, 131,8 km², 46°43’34”N–15°50’46”E. En el sudeste de Austria, bordeando la Reserva de la biosfera del río Mura de Eslovenia. Forma parte del Cinturón Verde Europeo que sigue el antiguo Telón de acero. Cerca de las llanuras de inundación del Danubio, es el segundo bosque aluvial más grande de Austria.[7]

## Reservas naturales

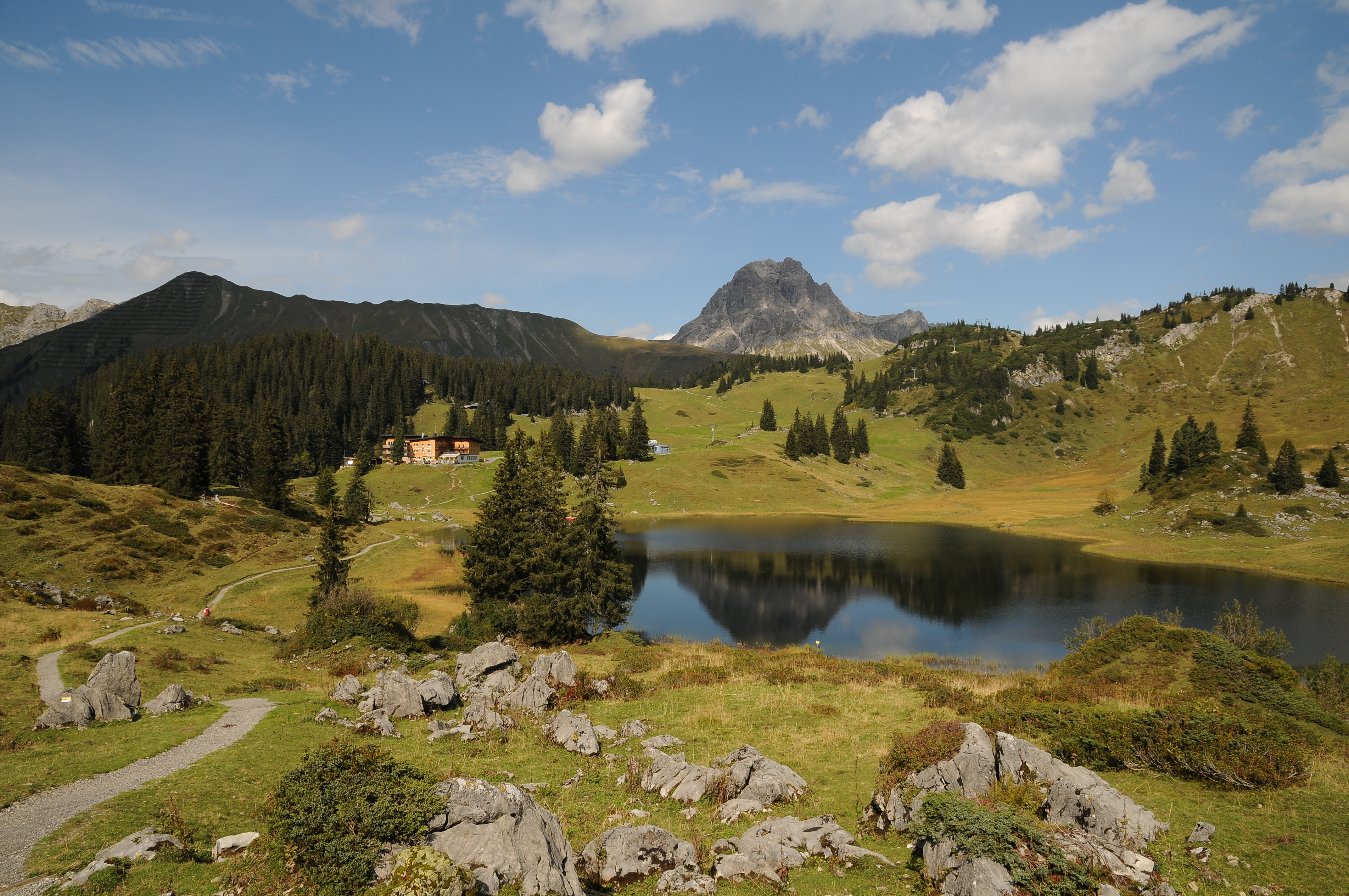
Lago Körber

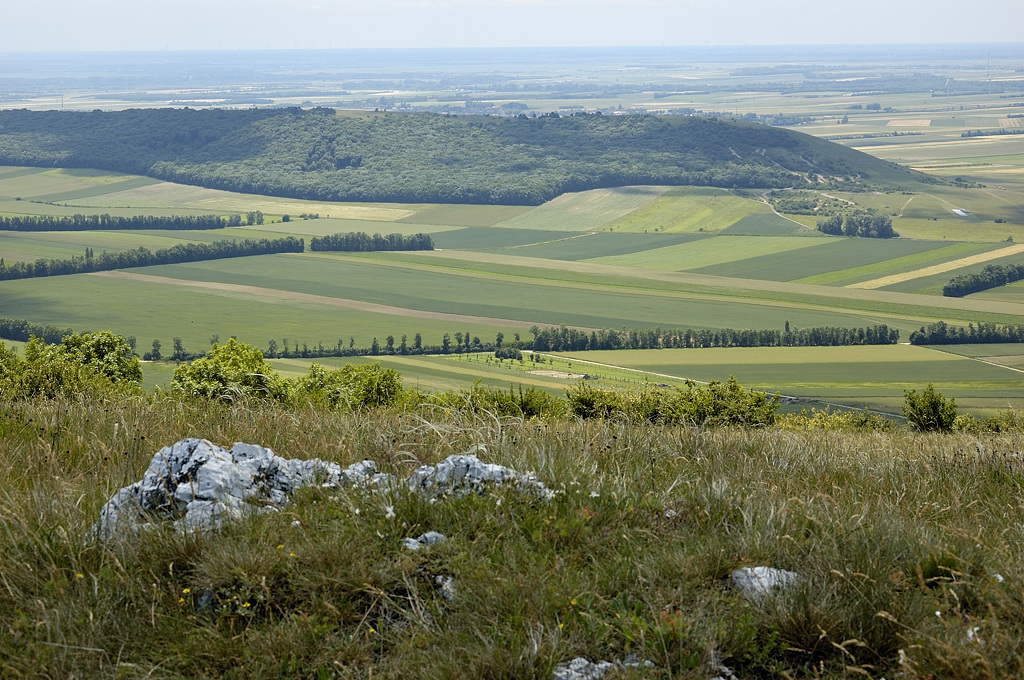
Spitzerberg

- Arnspitzgruppe o Grupo Arnstpitze. Arnspitzgruppe[8][9][10] es una cadena montañosa en Austria[11] y Alemania, en los estados de Tirol y Baviera, entre Seefeld en Tirol y Mittenwald, y entre el valle Leutasch en el oeste y el valle Isar cerca de Scharnitz en el este. En la literatura, el Grupo Arnspitze se clasifica como parte de la Wettersteingebirge. La mayoría del grupo pertenece a Tirol, una parte del noreste de la cadena se encuentra en Baviera. La frontera entre Baviera y el Tirol se desarrolla sobre la cumbre de la Große Arnspitze. La reserva natural se establece en 1942, con un área de 10,8 km² en el Tirol y 1,7 km² en Baviera.
- Delta del Rin en el lago Constanza, donde forma un gran humedal que cubre unas 2000 hectáreas de epipelágicas, juncales, praderas húmedas y bosques ribereños.
- Lago Körber.[12] (en alemán: Körbersee) Pequeño lago al suroeste de la localidad de Egg en Vorarlberg[13] a 1600 m snm en el país europeo de Austria.[14] Se encuentra dentro de los Alpes "Lechtaler" en Vorarlberg. El lago sólo es accesible a pie; con un tiempo estimado de recorrido de 45 minutos.
- Meseta de Loser. Es un área relativamente llana a una altitud de 1500-1600 m, que cubre unos 4 km². Forma parte del macizo de Totes Gebirge o montes Totes, en el distrito de Salzkammergut, que ocupa unos 12 km2. En la meseta calcárea hay unas 230 cuevas catalogadas.
- Spitzerberg, 2,25 km². Área pequeña en el municipio de Prellenkirchen, en la Baja Austria. En el extremo sur de las montañas de Hundsheim o Hundsheimer Berge, una cadena de colinas bordeada por el Danubio y con la meseta de Viena al sur y al oeste. La reserva es parte de Natura 2000. Está cubierta de rocas y es una estepa seca, con prados y bosques de secano. Las laderas consisten en calizas y dolomita, en combinación con una fina capa de humus, que crea un ambiente muy seco.

## Sitios Ramsar

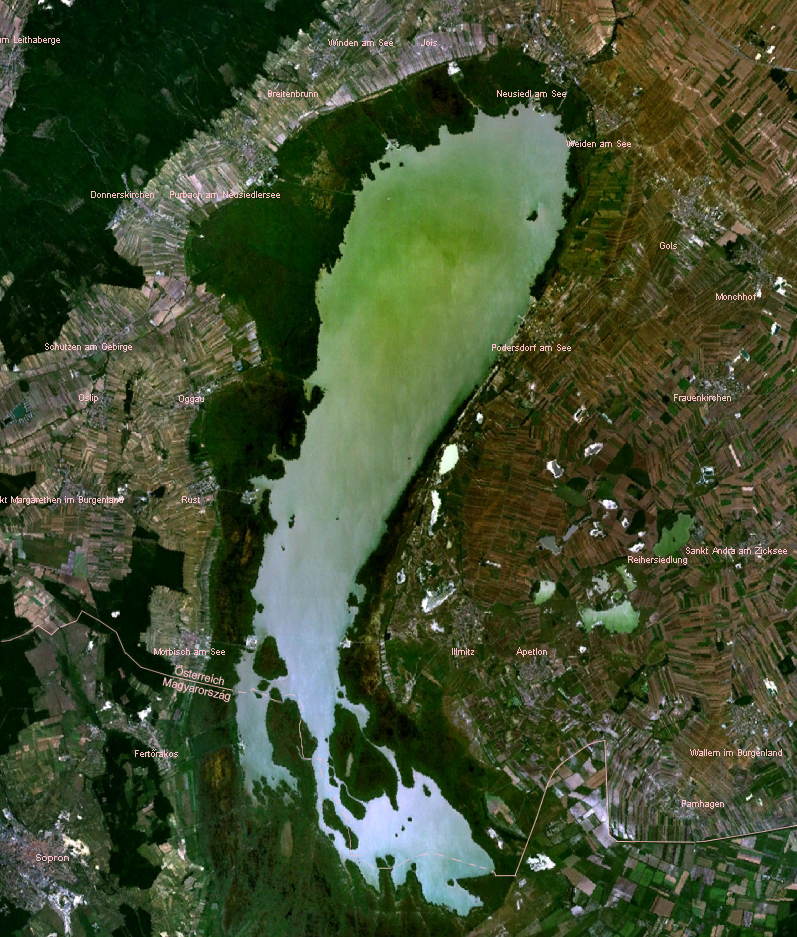
Lago Neusiedler

- Embalses del Bajo Eno (Lower Inn), 870 ha, 48°18′N 13°13′E. Contigua con el sitio Ramsar alemán del Unteren Inn. En la red Natura 2000.
- Pantanos, pozas y llanuras de inundación de Wadviertel, 13.000 ha, 48°46′N 14°58′E. Wadviertel es la región noroccidental del estado autriaco de Baja Austria.[15]
- Untere Lobau, 915 ha, 48°10′N 16°30′E. Reserva de la biosfera, reserva natural y área de protección paisajística, forma parte de las llanuras de inundación del sitio Ramsar trilateral de la confluencia Morava-Dyje-Danubio, en Austria, Chequia y Eslovaquia.
- Turbera de Sablatnig, 96 ha, 46°34′N 14°36′E. Reserva biogenética europea, reserva natural y reserva Natura 2000, en la región de Carintia.
- Rotmoos im Fuschertal, 58 ha, 47°16′N 12°46′E. En la región de Salzburgo. Un tipo raro de pantano calcáreo, intercalado con rocas desmoronadas y características periglaciales, en un valle alto con forma de U, torrentes y cascadas con una mezcla de vegetación alpina y pantanosa.[16]
- Delta del Rin, 20,65 km2, 47°29′N 09°37′E
- Parque nacional Kalkalpen, 185,3 km2, 47°34′N 14°25′E
- Turbera de Nassköhr, 211 ha, 47°43′N 15°33′E
- Turbera de Hörfeld, 137 ha, 47°01′N 14°31′E
- Humedales de Sauerfelder Wald, 119 ha, 47°07′N 13°54′E
- Humedales de Schwarzenberg, 267 ha, 47°04′N 13°46′E
- Pürgschachen Moor, 62 ha, 47°34′N 14°21′E
- Lafnitztal, 2180 ha, 47°15′N 16°04′E
- Alto Drava, 1029 ha, 46°46′N 13°19′E
- Donau-March-Thaya-Auen, 361 km2, 48°15′N 16°49′E
- Wilder Kaiser, 37,8 km2, 47°33′N 12°19′E
- Humedales del Pass Thurn, 190 ha, 47°19′N 12°25′E
- Humedales de Überling, 265 ha, 47°10′N 13°52′E
- Turbera y humedales de Keutschach-Schiefling, 543 ha, 46°34′N 14°07′E
- Wildalm bávaro y Wildalmfilz, 133 ha, 47°34′N 11°48′E
- Neusiedlersee, Seewinkel & Hanság, 442 km2, 47°49′N 16°52′E
- Autertal-St. Lorenzener Hochmoor, 48 ha, 46°51′N 13°55′E
- Estanques de Güssing, 148 ha, 47°03′N 16°18′E

## Patrimonio de la Humanidad
- Centro histórico de la ciudad de Salzburgo
- Palacio y jardines de Schönbrunn
- Paisaje cultural de Hallstatt-Dachstein/Salzkammergut
- Línea férrea de Semmering
- Ciudad de Graz-Centro histórico y Scholss Eggenberg
- Paisaje cultural de Wachau
- Centro histórico de Viena
- Paisaje cultural de Fertö/Neusiedlersee
- Bosques antiguos y primigenios de hayas de los Cárpatos y otros lugares de Europa
- Palafitos prehistóricos de los Alpes
- Fronteras del Imperio romano, el antiguo limes del Danubio
- Los grandes balnearios de Europa. Baden bei Wien en Austria